# Láguidos

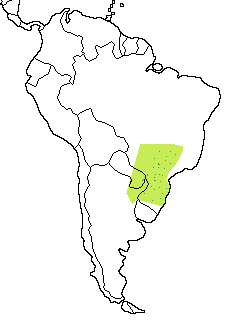
En verde claro muestra su máxima extensión en el pasado, verde oscuro actual.

Los láguidos o lágidos son un gran conjunto étnico oriundo de Sudamérica según la clasificaciones de José Imbelloni y de Salvador Canals Frau. La mayoría de ellos vive en la cuenca del Río de la Plata. Estos, junto con los pámpidos y los Guaraníes, conforman los tipos de humanos del subcontinente sudamericano.

## Historia
Los láguidos fueron considerados los primeros pueblos en instalarse a orillas del río Paraná y Paraguay. Algunos registros recientes indican que fueron los primeros pueblos que se asentaron en el actual territorio del Paraguay y que hasta ahora persisten (los achés).
A comienzos del siglo XV d. C. llega un pueblo amazonido originario del actual río Amazonas llamados guaraníes quienes los habían sometidos para quitarles sus tierras. Solo los achés fueron "guaranizados", siendo este el último pueblo láguido que aún vive en Paraguay.

## Clasificaciones
El naturalista francés Alcide d'Orbigny (1802-1857) en Voyage dans l'Amerique Méridionale de 1834 distinguió en Sudamérica lo que llamó razas: brasilio-guaraní, pampeana y ando-peruana.
La clasificación de d'Orbigny fue modificada al incorporarse la raza de Lagõa Santa, que el también francés Joseph Deniker (1852-1918) en The races of man: an outline of anthropology and ethnography de 1900, llamó raza paleoamericana.
El alemán Egon von Eickstedt (1892-1965) en Rassenkunde und Rassengeschichte der Menschheit de 1937, consideró a todos los amerindios como una especialización particular de la raza mongólica, utilizando el término Lagidae.
El italiano Renato Biasutti (1878-1965) en Le razze e i popoli della terra de 1941, señaló a la Razze Lagidi. Consideró que los Lagidae de Eickstedt comprendían a la Razze Lagidi y a la Razze Fuegidi.
El ítalo-argentino José Imbelloni (1885-1967) en El poblamiento primitivo de Ámerica de 1943, propuso el origen múltiple del hombre en América, distinguiendo tres orígenes para las razas americanas: asiático premongol (australoides), oceánico (de mezcla mongólica) y asiático reciente (más o menos mongólica). Imbelloni ubicó a los láguidos, fuéguidos, pámpidos, plánidos y sonóridos entre los asiáticos premongoles. Señaló como hábitat de los láguidos el planalto brasileño (grupo lingüístico Gé), pero también los encontró diseminados en lugares tan alejados como el extremo sur de la península de California, Coahuila, la costa de Chile y la provincia de Buenos Aires. Estimó su altura entre 150 y 157 cm.
El hispano-argentino Salvador Canals Frau (1893-1958) en Las poblaciones indígenas de la Argentina de 1953, presentó una nueva clasificación de lo que llamó tipos raciales señalando entre los australoides a los sílvidos, sonóridos, láguidos, huárpidos y patagónidos.

## Características
Físicamente, los láguidos se caracterizan (y diferencian del resto de las etnias) por tener:

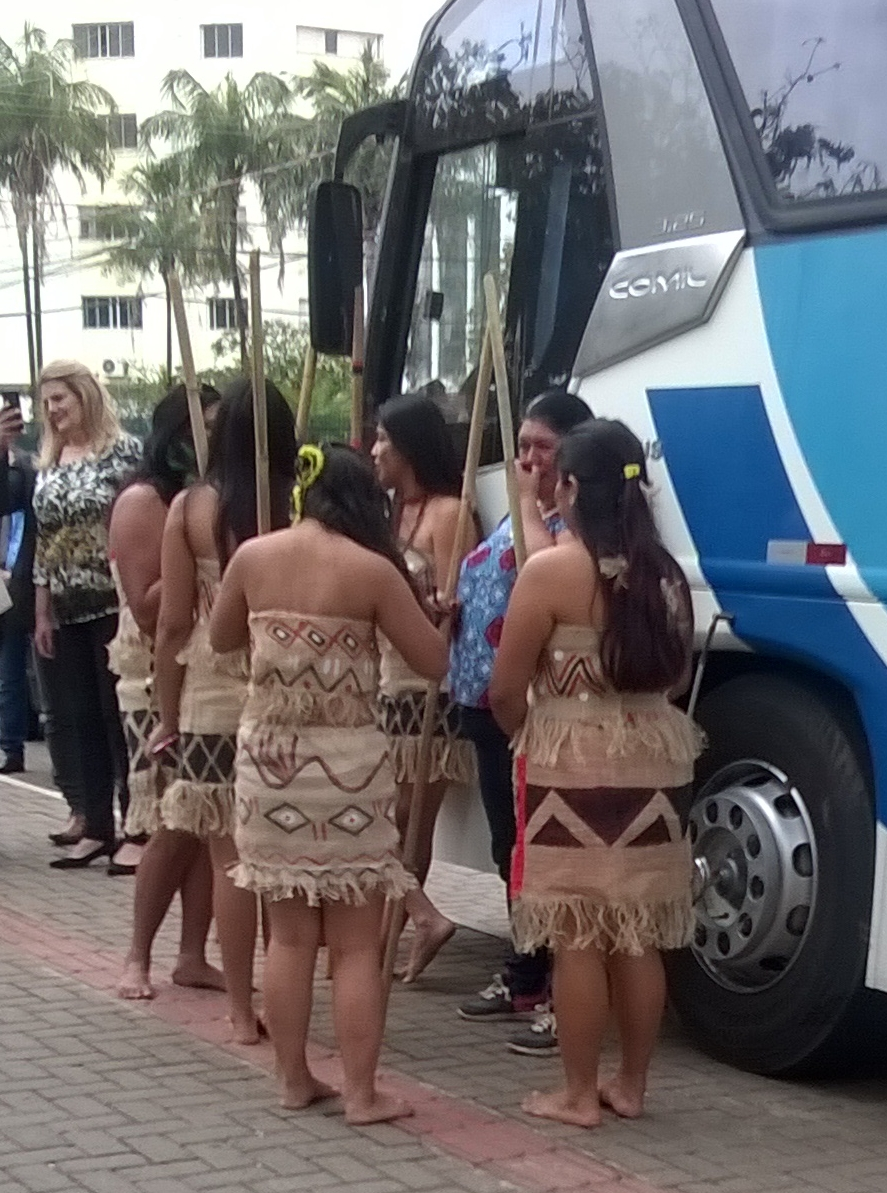
Indígenas kaingang en Sao Paulo.

- Cabello lacio
- Ojos almendrados
- Piel trigueña y aceitunada
- Piernas gordas
- Estatura baja y media
- Cabeza dolicocéfala
- Brazos largos y delgados

## Orígenes según la paleontología
Los restos más antiguos de láguidos fueron encontrados en Lagoa Santa. Según un estudio, estos provendrían de Melanesia, pero aún existen muchas teorías de su llegada a Sudamérica.
- Según Rivet: los láguidos habrían llegado a América por vía marítima a través de Oceanía utilizando sus barcos y navegando isla por isla.
- Según Ales Hrdlicka: los láguidos habrían llegado a América junto con otros pueblos cruzando el estrecho de Bering.

Sin embargo, ninguna de estas teorías es capaz de explicar por qué los láguidos no fueron encontrados en la costa del Pacífico pero sí en Minas Gerais. Para muchos antropólogos existe mucha controversia sobre este tema en la actualidad.
El cráneo más antiguo encontrado de los láguidos y posiblemente el más antiguo del continente es Luzia, de al menos 11400 años de antigüedad. Murió a la edad de 25 años probablemente por el ataque de un animal, posiblemente un megatherium. Aunque quizá puedo haber muerto por enfermedad, lucha con otros humanos o por un accidente. Estudios recientes indican que la teoría de Ales Hrdlicka (camino a Beringia) es en realidad la razón del origen de los láguidos porque recientes pruebas genéticas indican que provienen de Siberia y posiblemente de China, también se sabe que los indios surui son los descendientes de los cazadores que vivieron con Luzia ya que llevan el 2% de su genoma.

## Subdivisiones
- Láguidos-melanesios: Tienen estatura baja, bóveda craneal larga, piel aceitunada, cráneo ovalado (dolicocéfalo); vivían en el Paraguay antes de la invasión Guaraní. Entre ellos hay registros kaingang y guató siendo el último quien participó en la guerra de la triple alianza con ayuda brasileña.
- Láguidos-austronesios: Tienen estatura media, piernas robustas, piel trigueña pero no aceitunada y brazos largos y delgados. Actualmente solo es representado por los achés.

## Algunas etnias láguidas
1. Kaingang (Brasil)
2. Achés (Paraguay)
3. Terenas (Brasil)
4. Guatatá (Paraguay)
5. Xokléng (Brasil)
6. Paranaés (Paraguay)
7. Guató (Brasil)
8. Guekalayos: aún existen teorías si se tratan de láguidos o pampídos ya que presentan características de ambos pero con piel blanca.
9. Agaces: aún existen teorías si se tratan de láguidos o pámpidos.

## Galería

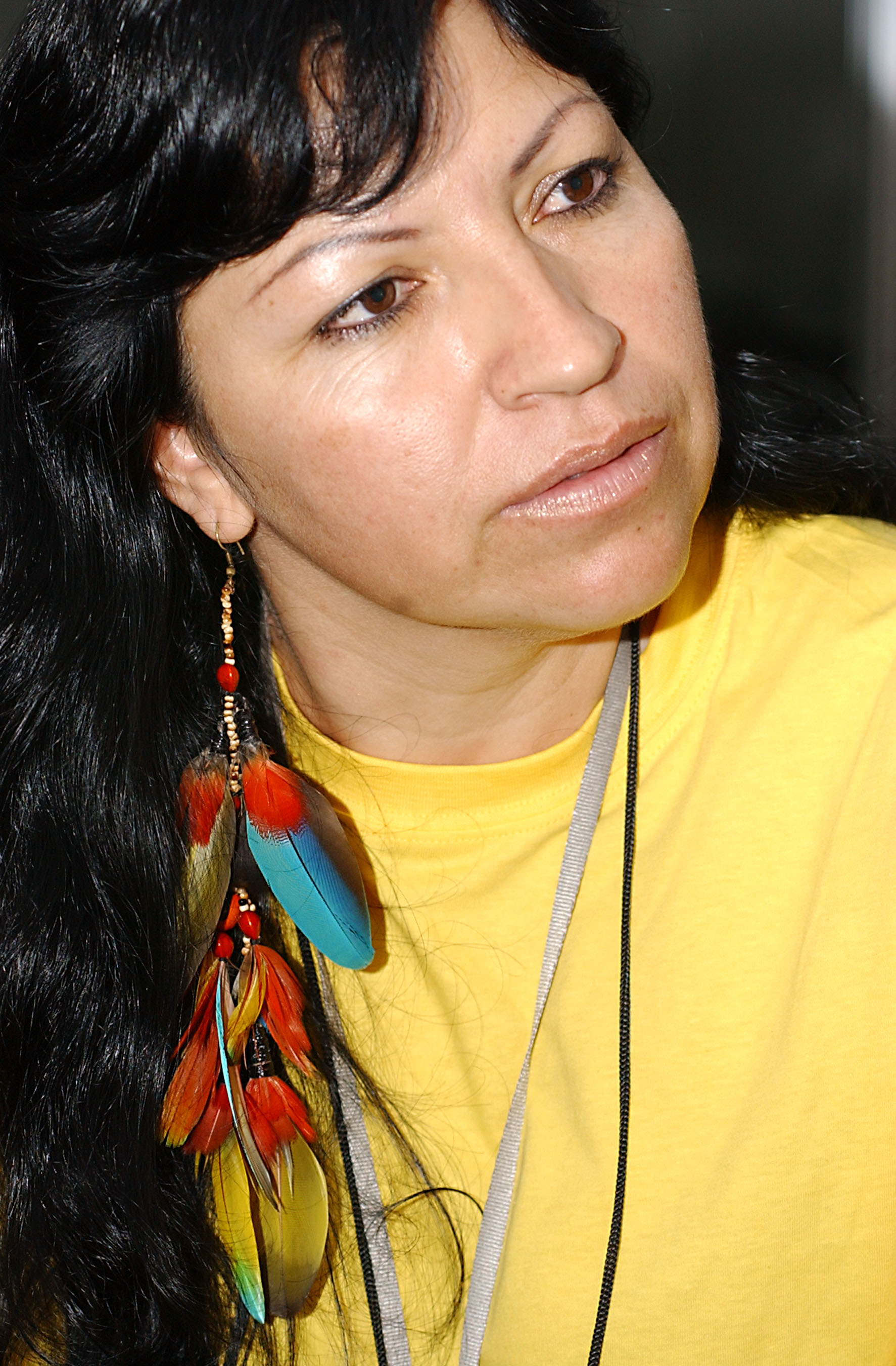
Azelene Kaingang es de la etnia kaingang
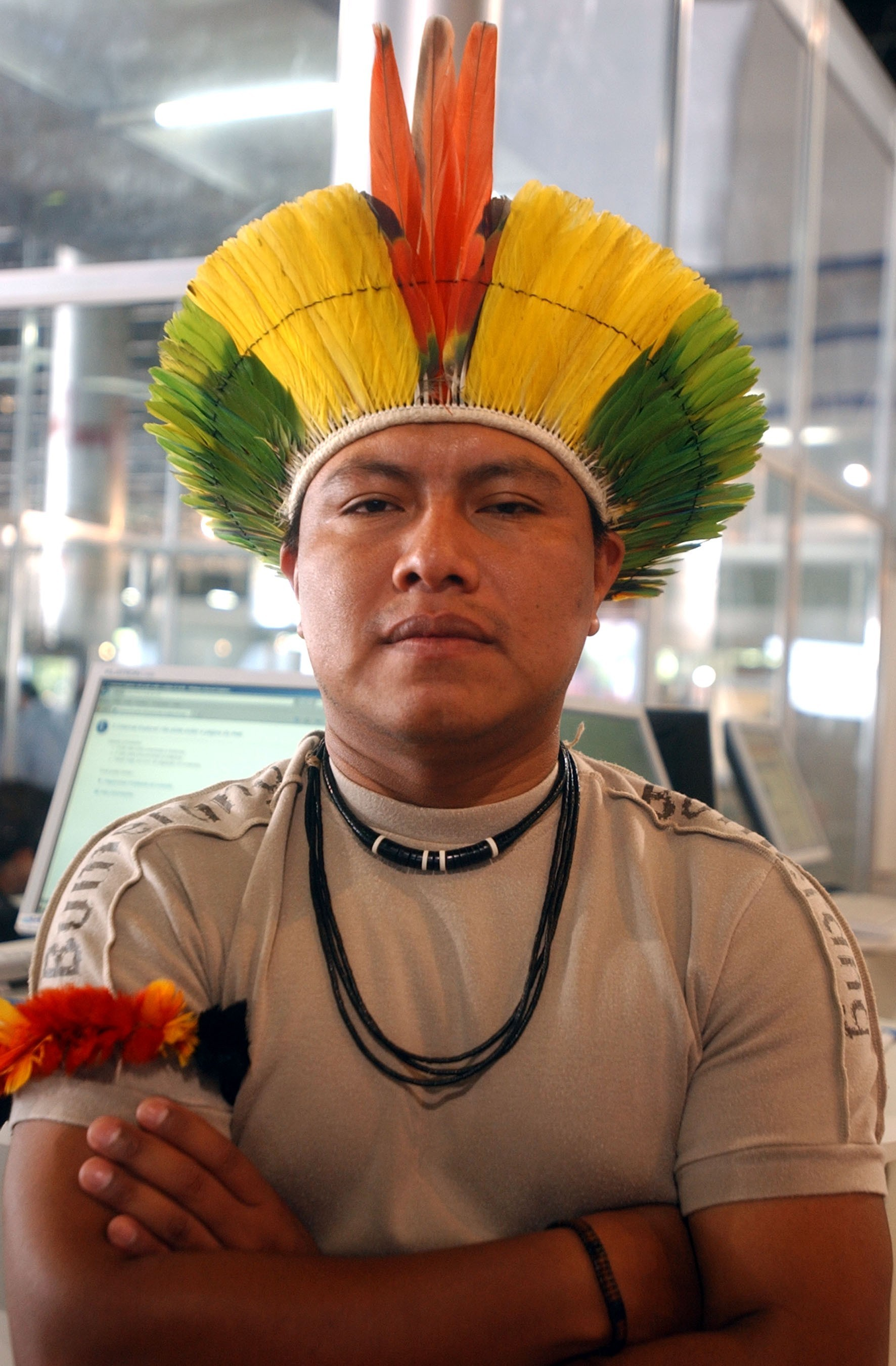
Cacique de la etnia terenas
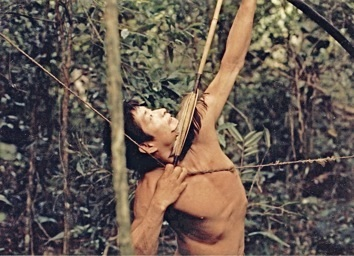
Ache cazando